# HaPo’el haMisrachi
HaPoʿel haMisrachi (hebräisch הַפּוֹעֵל הַמִּזְרָחִי HaPōʿel haMizrachī, deutsch ‚der Arbeiter des Misrachi‘) war eine zionistisch-orthodoxe Arbeiterpartei Israels und ein Vorgänger der Nationalreligiösen Partei (Mafdal).

## Geschichte
HaPoʿel haMisrachi wurde 1922 in Jerusalem unter dem zionistischen Slogan „Torah waʿAvodah“ (Torah und Arbeit) als eine religiös-zionistische Organisation gegründet. Sie unterstützte die Gründung von Kibbuzim und Moschavim, da diese, ihrer Ansicht nach, durch die Halachah geboten seien. Der Name stammt von Misrachi ab, als ein Akronym für Merkaz Ruchani (hebräisch מֶרְכַּז רוּחָנִי ‚Geistiges Zentrum‘).
An der ersten Wahl in Israel nach der Unabhängigkeitserklärung am 25. Januar 1949 nahm die Partei in einem Wahlbündnis mit den Parteien Aguddat Jisraʾel, Poʿalei Aguddat Jisraʾel und HaMisrachi unter dem Namen HaChasit haDatit haMeʾuchedet (Vereinigte Religiöse Front) teil. Das Wahlbündnis erlangte bei der Wahl 16 Sitze in der ersten Knesset, sieben davon stellte HaPoʿel HaMisrachi, und wurde somit die drittgrößte Fraktion in der Knesset nach Mifleget Poʿalei Eretz Jisraʾel (Mapai) und Mapam. In der neugebildeten Regierung wurde Chaim-Mosche Schapira Gesundheitsminister, Minister für Einwanderung und Innenminister.
Aufgrund von unterschiedlichen Ansichten über den Religionsunterricht und die Auflösung des Ministeriums für Rationierung und Versorgung sowie die beabsichtigte Berufung des Unternehmers Eliʿeser Kaplans als Minister für Handel und Industrie verließ die Vereinigte Religiöse Front die Regierungskoalition.
Nachdem die unterschiedlichen Ansichten geklärt waren, wurde, unter Beteiligung von HaPoʿel HaMisrachi, die zweite Regierung unter Leitung von David Ben-Gurion gebildet. Chaim-Mosche Schapira übernahm wieder die drei Ministerien.
Zur zweiten Wahl am 30. Juli 1951 trat HaPoʿel HaMisrachi ohne Partner an und gewann acht Sitze in der Zweiten Knesset. Bei der folgenden Regierungsbildung mit David Ben-Gurion als Ministerpräsident, übernahm Chaim-Mosche Schapira das Innenministerium und das Religionsministerium. Josef Burg übernahm das Gesundheitsministerium. Bei den Neubildungen des Regierungskabinetts 1952 und 1954 während der zweiten Legislaturperiode übernahm Chaim-Mosche Schapira weiter das Religionsministerium und zusätzlich das Wohlfahrtsministerium. Josef Burg übernahm das Postministerium. In der vierten Regierung während der Legislaturperiode übernahm Chaim-Mosche Schapira zusätzlich zu den beiden vorgenannten Ministerien noch das Innenministerium und Josef Burg blieb Postminister.
Bei der dritten Wahl am 26. Juli 1955 trat HaPoʿel haMisrachi in einem Wahlbündnis mit der Partei HaMisrachi unter dem Namen Nationalreligiöse Front an. Das Wahlbündnis gewann elf Abgeordnetenmandate in der dritten Knesset, davon entfielen neun Mandate auf HaPoʿel haMisrachi, und wurde somit die viertgrößte Fraktion in der Knesset.
Im Juni 1956 fusionierten die Partner des Wahlbündnisses zur Nationalreligiösen Partei, die bis zur Gründung der Partei HaBajit haJehudi (Das Jüdische Haus) am 18. November 2008, es fusionierten die Parteien Nationalen Union (NU), Moledet, Tqumah und die Nationalreligiöse Partei, existierte.

## Abgeordnete in der Knesset
| Knesset (Anzahl Mandate) | Abgeordnete der Knesset | Anmerkungen |
| ------------------------ | --- | --- |
| Erste (7)                | Mosche Unna, Josef Burg, Elijahu-Mosche Ganhovsky, Aharon-Jaʿaqov Greenberg, Serach Wahrhaftig, Mosche Kelmer, Chaim-Mosche Schapira                                   | Wahlbündnis von HaPoʿel haMisrachi, Poʿalei Aguddat Jisraʾel, HaMisrachi und Aguddat Jisraʾel mit dem Namen HaChasit haDatit haMeʾuchedet (Vereinigte Religiöse Front) Mosche Kelmer wurde am 11. März 1949 durch Elijahu Masur von der Aguddat Jisraʾel ersetzt.        |
| Zweite (8)               | Chaim-Mosche Schapira, Mosche Unna, Jitzchaq Rafaʾel, Josef Burg, Serach Wahrhaftig, Elijahu-Mosche Ganhovsky, Mosche Kelmer, Jaʿaqov-Michaʾel Chasani                 | |
| Dritte (9)               | Mosche Unna, Josef Burg, Aharon-Jaʿaqov Greenburg, Serach Wahrhaftig, Frija Soʾaretz, Jaʿaqov-Michaʾel Chasani, Mosche Kelmer, Jitzchaq Rafaʾel, Chaim-Mosche Schapira | Wahlbündnis von HaPoʿel haMisrachi und HaMisrachi unter dem Namen Nationalreligiöse Front. Während der dritten Legislaturperiode der Knesset wurde der Name auf HaPoʿel haMisrachi-HaMisrachi geändert, bevor beide Parteien zur Nationalreligiösen Partei fusionierten. |